# Indira Murillo
Indira Davelba Murillo Alvarado (Tegucigalpa, ngày 7 tháng 4 năm 1969- Virginia, ngày 5 tháng 1 năm 2019) là một nhà báo, nhà sản xuất truyền hình, cựu cầu thủ bóng rổ và nhà từ thiện người Honduras. Người sáng lập TN5, Mạng thông tin Tây Ban Nha Virginia (Sinova), và Fundación Amor.

## Cuộc sống ban đầu và giáo dục
Bà sinh ra ở Tegucigalpa, nơi bà sống trong khu phố El Bosque, cùng với cha mẹ Alfredo Murillo và Norma Alvarado, và là con út trong tám anh chị em. Bà học trường tiểu học tại Escuela 14 de Julio, và học trung học tại Học viện Alfonso Guillén Zelaya, cùng lúc đó bà có một trường bóng rổ tên là "Indi del Bosque", nơi bà dạy cho trẻ em trong khu phố chơi bóng rổ. Murillo tốt nghiệp chuyên ngành báo chí tại Đại học Nacional Autónoma de Honduras, và cũng có bằng thạc sĩ về nhân khẩu học và phát triển.

## Sự nghiệp bóng rổ
Là một cầu thủ bóng rổ, bà ấy là một phần của đội bóng rổ nữ của người Trinidad, cùng với chị gái của bà ấy, Norma Murillo. Ở Đội tuyển quốc gia, Murillo đã đại diện cho Honduras trong một số cuộc thi bóng rổ quốc tế, bao gồm phiên bản thứ tư của Đại hội Thể thao Trung Mỹ và một cuộc thi quốc tế được tổ chức tại Nicaragua năm 1987. Sau đó, bà trở thành huấn luyện viên của Đội bóng rổ nữ Honduras.
Murillo chơi cho bốn đội khác nhau ở Honduras cho đến khi nghỉ hưu vào những năm 90.
| Đội                    | Quốc gia                 |
| ---------------------- | ------------------------ |
| Tổ chức Tegutoigucpa   | liên_kết=\|viền Honduras |
| Ràpido                 | liên_kết=\|viền Honduras |
| Motagua                | liên_kết=\|viền Honduras |
| Nacional de Ingenieros | liên_kết=\|viền Honduras |

## Sự nghiệp nhà báo
Là một nhà báo, Murillo bắt đầu sự nghiệp làm việc cho Radio Cadena de Noticias, và sau đó cho Televicentro, nơi bà làm phóng viên và phóng viên tin tức, đồng thời thành lập bản tin TN5. Sau đó, Murillo làm việc cho Ngân hàng Phát triển Liên Mỹ với tư cách là nhà sản xuất và phát triển các báo cáo và nghiên cứu. Cuối cùng bà làm việc cho Telemundo.

## Từ thiện
Năm 2005, Murillo thành lập Fundación Amor cùng với gia đình, một tổ chức phi lợi nhuận có lợi cho trẻ em mồ bài và phụ nữ nhiễm HIV.
Năm 2009, bà thành lập Mạng thông tin Tây Ban Nha Virginia (Sinova), một tổ chức phi lợi nhuận để thông báo cho cộng đồng Latino ở Virginia về tin tức, tư vấn về quá trình di cư sang Hoa Kỳ miễn phí trong số các dịch vụ khác. Murillo là tổng thống cho đến khi bà qua đời vào năm 2019.

## Cuộc sống cá nhân
Bà có được quốc tịch Mỹ trong thời gian cư trú tại đất nước đó. Năm 2014, bà kết hôn với Omar Nava, người gốc Bolivia.

## Tử vong
Murillo qua đời vào ngày 5 tháng 1 năm 2019 tại bang Virginia, ở tuổi 49. Bà bị ung thư gan.

## Giải thưởng và danh dự
- bà đã nhận được giải thưởng cho sự đoàn kết vào năm 2014 từ Ngân hàng Phát triển Liên Mỹ cho bàng việc vị tha của mình.[15]
- bà đã nhận được một giải thưởng từ Unicef cho một câu chuyện về Montaña de la Flor.[16]
- bà đã nhận được một giải thưởng cho một phần của EFE, với sản phẩm nghe nhìn "Hy vọng tuyệt vọng", về một gia đình bị ảnh hưởng bởi cơn bão Mitch.[16]